# Trichoniscus epomeanus
Trichoniscus epomeanus är en kräftdjursart som beskrevs av Karl Wilhelm Verhoeff 1941C. Trichoniscus epomeanus ingår i släktet Trichoniscus och familjen Trichoniscidae. Inga underarter finns listade i Catalogue of Life.